# Villanubla
Villanubla è un comune spagnolo di 1 134 abitanti situato nella comunità autonoma di Castiglia e León.

## Infrastrutture e trasporti
Il comune ospita nel proprio territorio l'aeroporto di Valladolid.

## Galleria d'immagini

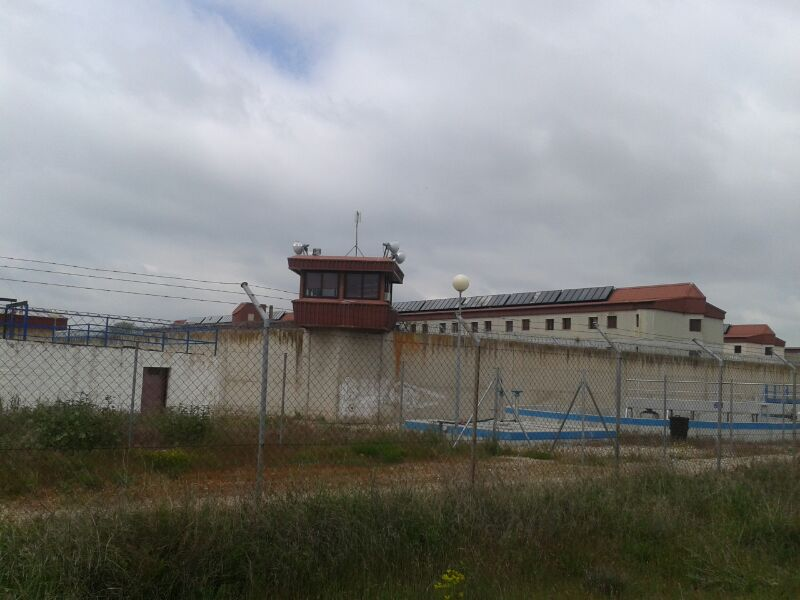
Carcere di Villanubla
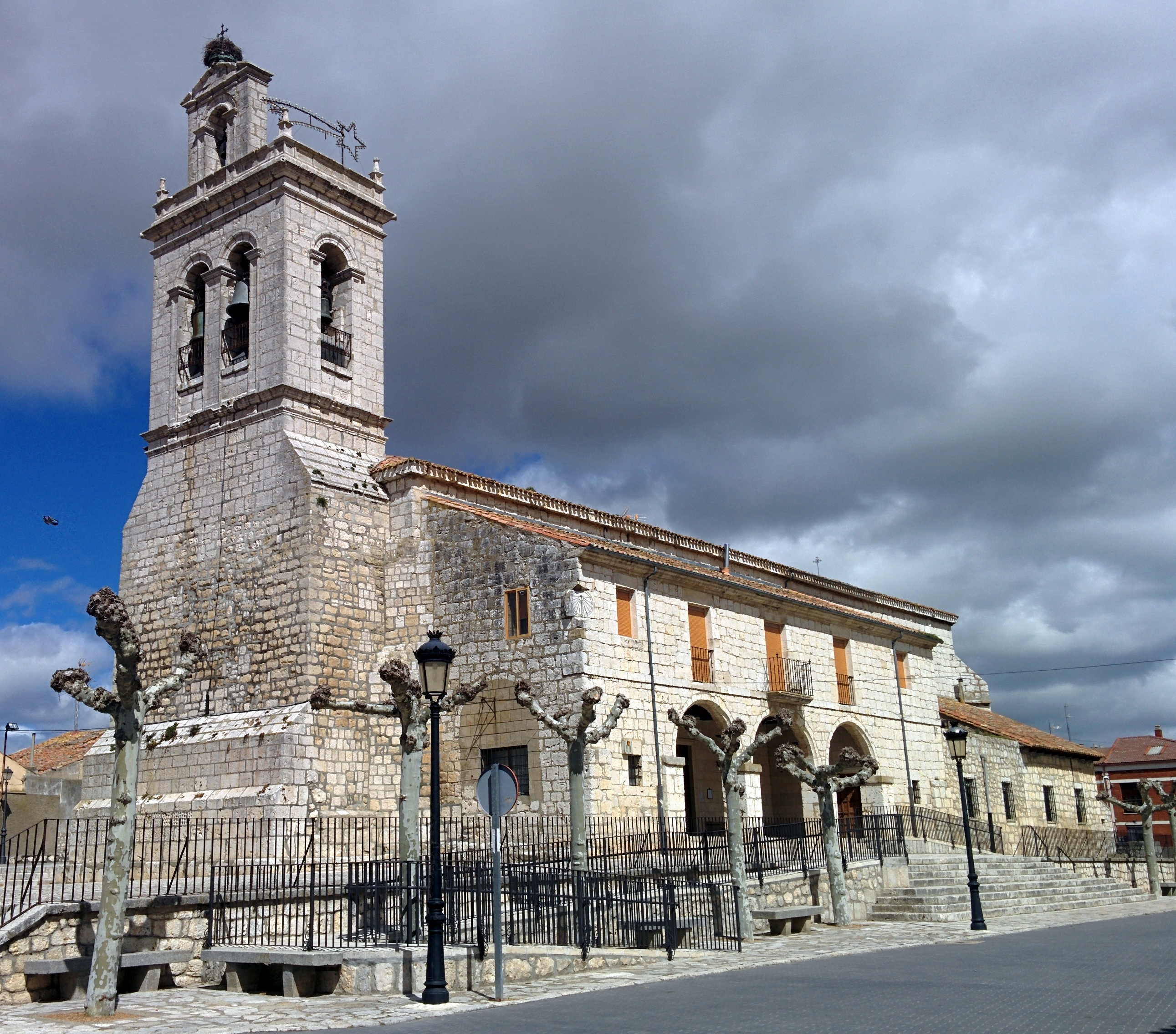
Chiesa dell'Assunzione di Nostra Signora
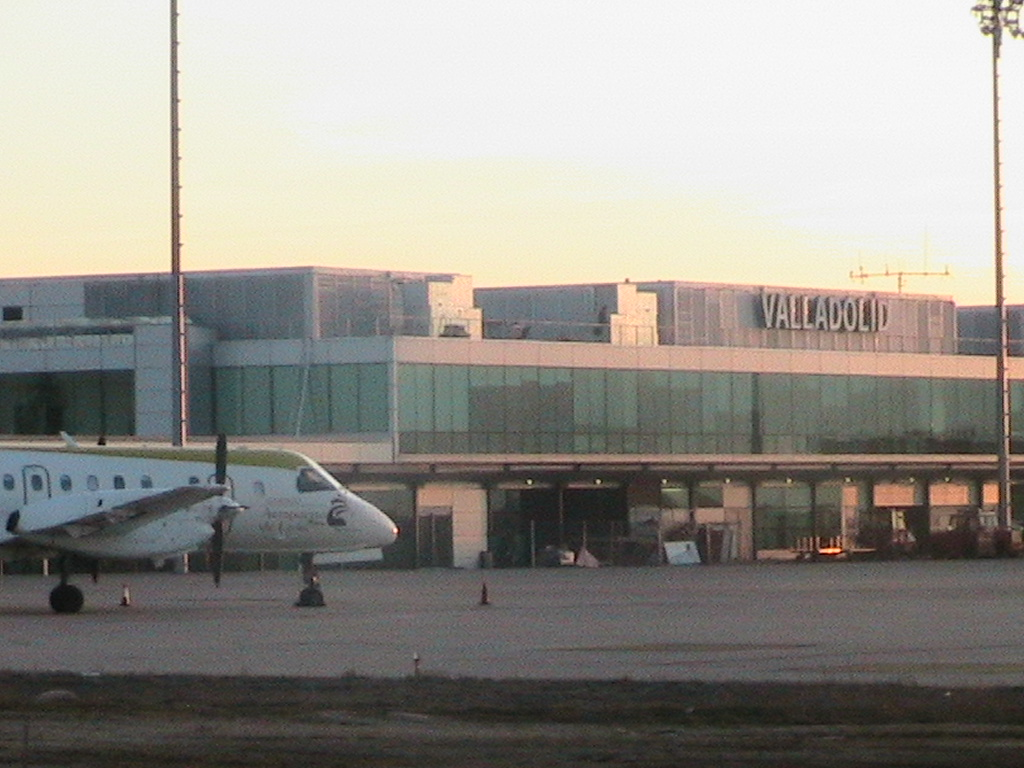
Terminal dell'aeroporto